# Ambrosius Moibanus
Ambrosius Moibanus, nemški teolog in reformator, * 4. april 1494, Breslau, † 16. januar 1554, Breslau.
1. 1 2 3 4  Record #123964709 // Gemeinsame Normdatei — 2012—2016.
2. 1 2  Brockhaus Enzyklopädie